# Pozo Negro
El Pozo Negro es una laguna de origen glaciar situada a 1760 metros sobre el nivel del mar en el término municipal de Fresneda de la Sierra Tirón, provincia de Burgos, comunidad autónoma de Castilla y León (España).  Sus aguas, aparte de ser el lugar de nacimiento del río Tirón, albergan el único hábitat del Lissotriton helveticus punctillatus, una subespecie endémica de tritón palmeado.
Se encuentra integrado como una Zona Húmeda Catalogada dentro del Espacio Natural de la Sierra de la Demanda, ubicándose cerca del borde oriental del mismo.

## Toponimia
El nombre de Pozo Negro se debe con la oscura tonalidad de sus aguas, propiciada por la casi omnipresente sombra que proyecta el Pico Otero. Durante el siglo XIV está documentada la denominación de Laguna Verde, que se corresponde con la naturaleza verde turquesa que tienen sus aguas al sol. Se desconoce cual fue la fecha en la que se produjo el cambio de hidrónimo. 

## Geografía

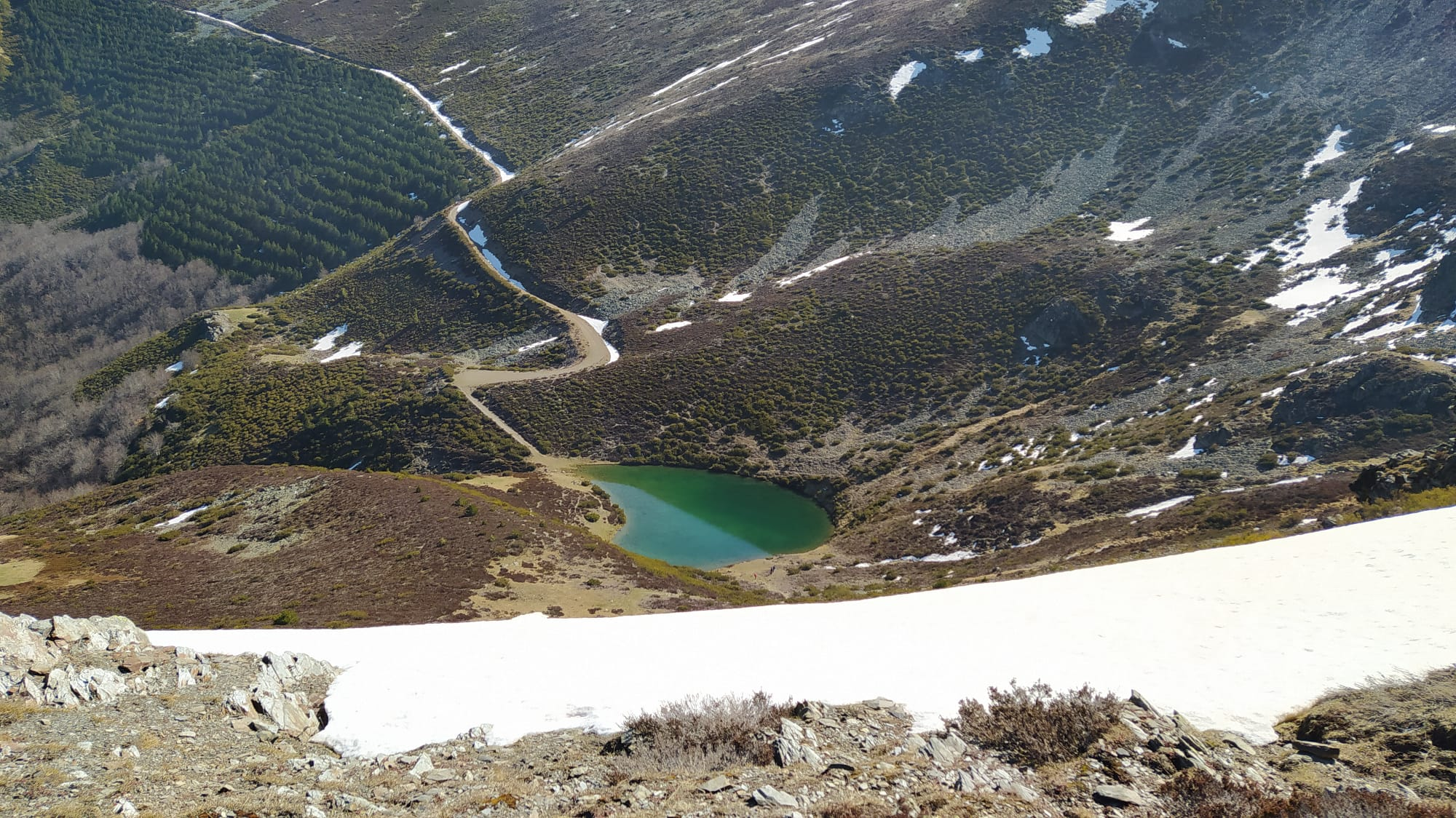
Vista del Pozo Negro y su entorno

El Pozo Negro es un modesto cuerpo de agua que se originó a consecuencia de la glaciación Würm, a finales del Cuaternario. Se encuentra ubicado en una pequeña cubeta glaciar en la umbría del Pico Otero. Muy cerca del límite de Burgos con La Rioja, en una de las áreas más recónditas y de difícil acceso de la Sierra de la Demanda. Es la única laguna de aguas permanentes del cordal mayor de la Demanda, lo que la diferencia claramente de otras lagunas menores y estacionarias como las de San Millán, Rehoyo o Armaule. Sus aguas, como las de la mayoría de lagos de montaña, son frías. Mientras que su profundidad aún no ha sido medida.

## Medio natural

### Fauna
En el propio Pozo Negro, se encuentran anfibios como el Lissotriton helveticus punctillatus una subespecie endémica de tritón palmeado gravemente amenazada o también el tritón alpino.También hay poblaciones de peces salmónidos y ciprínidos introducidos posteriormente por el ser humano.
En el entorno de la laguna se encuentra una abundante fauna de alta montaña especialmente jabalíes, ciervos y corzos. Junto con otras especies como el lobo o una de las últimas poblaciones de la amenazada perdiz pardilla. También se encuentran rebaños de ganado especialmente vacuno, que antaño usaban el Pozo Negro como agostadero y abrevadero.

### Flora
En el interior de sus aguas se encuentran pequeñas colonias de Asterionella formosa, una especie de alga unicelular perteneciente a la familia de las diatomeas.
La vegetación que rodea el Pozo Negro es la habitual en alta montaña, con especies de la región mediterránea como de la eurosiberiana. A mayor altitud, predominan dos tipos de ecosistemas el roquedo y el pastizal de alta montaña, cubierto mayormente por brezos. A menor altitud, se encuentran frondosas y húmedas formaciones arbóreas, en las que predominan tanto hayedos como pinares de repoblación.

## Folclore

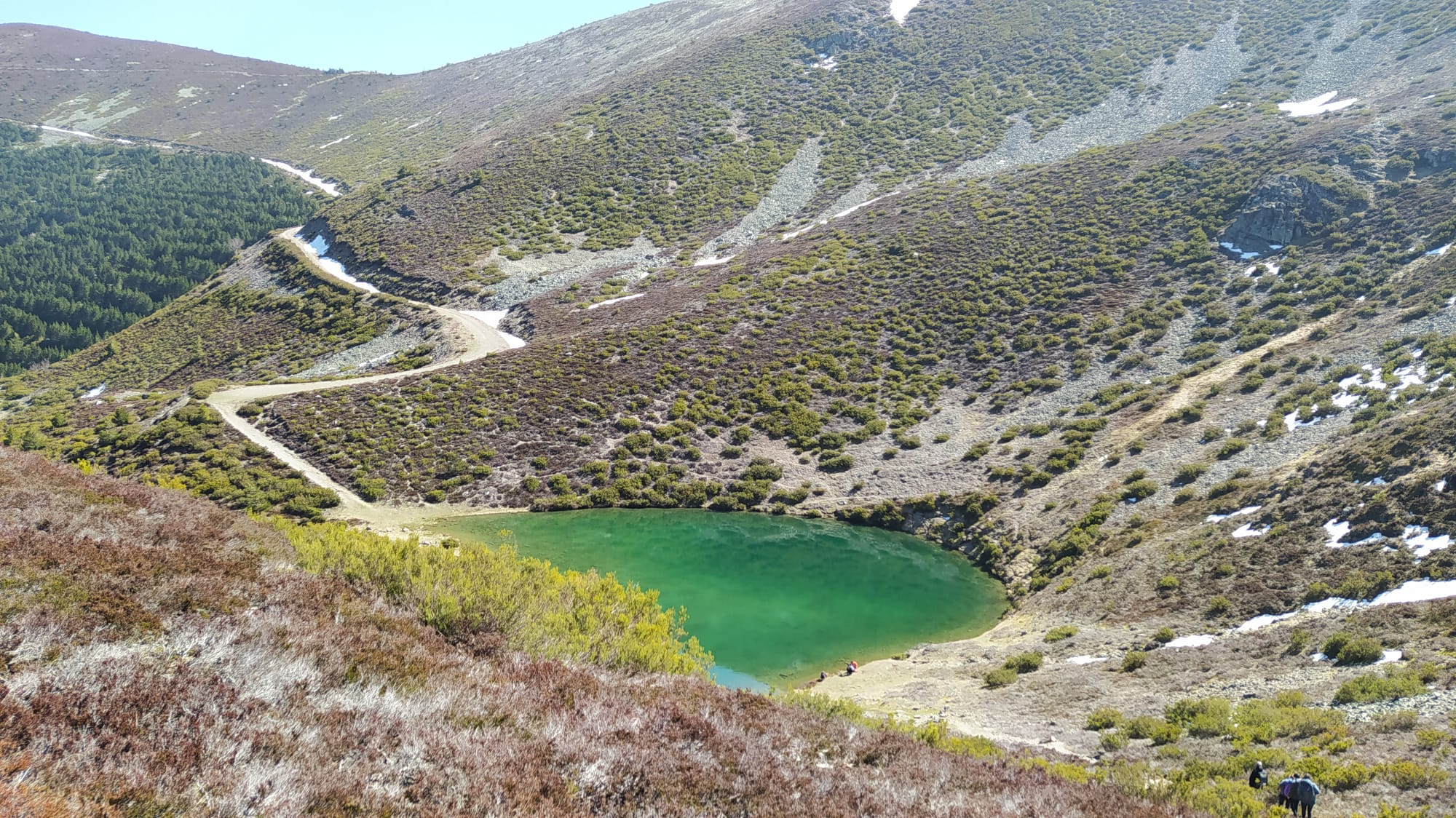
Vista cercana del Pozo Negro

Las lagunas del norte del Sistema Ibérico, como el Pozo Negro, las de Neila, la Laguna Negra de Urbión, comparten leyendas similares arraigadas en la tradición popular. Según estas creencias, estas lagunas carecen de fondo y están conectadas con el mar, de modo que cuando el océano se agita, las aguas de las lagunas se tornan turbulentas, desatando tormentas. En el caso del Pozo Negro, se atribuían estas tempestades y sus efectos devastadores al acto de arrojar piedras a sus aguas.
Asimismo, los pastores de la zona transmitían historias que relataban la desaparición o ahogamiento de animales en el Pozo Negro, relatos que buscaban disuadir a las personas de bañarse en sus enigmáticas y oscuras aguas.

## Acceso
El Pozo Negro se encuentra en una de las áreas más aisladas de la Sierra de la Demanda, siendo su acceso sólo posible a pie. Desde Fresneda de la Sierra se debe tomar la pista de tierra que conduce al refugio de Tres Aguas. Donde comienza un camino que asciende hacia el Pozo Negro. Al alcanzar una pronunciada curva, marcada por un hito montañero, se debe abandonar el camino y seguir por un sendero a mano izquierda que nos conducirá pegado al joven río Tirón entre la floresta del hayedo. La duración aproximada del itinerario total (ida y vuelta) desde Tres Aguas es de siete horas.